# Кочовий театр
Кочовий театр — одна із співробітницьких навчальних програм, яку очолюють студенти театральних колективів в Джорджтаунському університеті. Він був заснований, для того, щоб створювати нові праці, які мають аспект суспільної свідомості.

## Історія

### Народження Кочового театру
Кочовий театр був створений в 1982 році групою членів театру the Mask & Bauble Dramatic Society (M & B), які втомилися від Шекспіра і традиційного театру, яким M & B загалом і був відомий. Вони були «злі діти театру, котрі хотіли виконати щось нове». Їхня перша вистава, «Харві», була про людину, яка дружить з уявним кроликом гігантом.

### Походження назви
Вони називаються «кочовим театром», тому що не мають постійного театру для роботи, на відміну від M & B який має будинок в Poulton Hall's Black Box Theater.